# الدوري السلوفيني لكرة القدم 1952–53
الدوري السلوفيني لكرة القدم 1952–53 هو موسم من الدوري السلوفيني لكرة القدم ‏. فاز فيه نادي تساليه.